# Викторово (Смоленская область)
Викторово — деревня в Смоленской области России, в Краснинском районе. Расположена в западной части области в 18 километрах к югу от Красного, на левом берегу реки Молоховка в 13 км к востоку от границы с Беларусью.
Население — 200 жителей (2007 год). Административный центр Викторовского сельского поселения до 2023 года. С 2023 года в составе Малеевского сельского поселения.

## Экономика
Дом культуры, магазин, средняя школа, сельхозпредприятие «Викторово».